# Leuckartiara simplex
Leuckartiara simplex is een hydroïdpoliep uit de familie Pandeidae. De poliep komt uit het geslacht Leuckartiara. Leuckartiara simplex werd in 1980 voor het eerst wetenschappelijk beschreven door Bouillon. 